# Mellona
Mellona ou Mellonia (du latin mel, « le miel ») était la protectrice des ruches et des abeilles, dans la mythologie romaine. Elle était supposée venger ceux pour qui le miel constituait un moyen de subsistance, lorsqu'il leur avait été volé ou qu'on avait porté atteinte à l'une de leurs ruches.
Augustin d'Hippone en fait état dans La Cité de Dieu, livre IV, chapitre XXXIV :
| « Sine Segetia segetes sine Bubona boues, mella sine Mellona poma sine Pomona. » | « Enfin ils ont eu des moissons sans Segetia, des bœufs sans Bubona, du miel sans Mellona, et des fruits sans Pomone. » — Traduction par M. Saisset, 1869. |

Arnobe, un autre Père de l'Église, l'évoque également dans Adversus Nationes, livre IV :
| « Mellonia dea est pollens potensque in apibus, mellis curans custodiens que dulcedinem. Dicite, o quaeso, [...] si omnino non essent apes ullae in terris, [...] dea Mellonia non esset [...] ? » | « Mellonia est une déesse forte et puissante pour les abeilles, prenant soin et protégeant la douceur de leur miel. Dites, je vous le demande, [...] s'il n'y avait absolument aucune abeille sur terre, [...] n'y aurait-il pas de déesse Mellonia [...] ? » |